# فلاح إبراهيم
فلاح إبراهيم (15 أيلول/ سبتمبر 1962م - 25 حزيران/يونيو 2023م)، ممثل ومخرج عراقي بدأت مسيرته في الإخراج المسرحي في كلية الفنون الجميلة في بغداد، انشغل بالتمثيل ولم يبدأ تجربة الإخراج إلا سنة 2000.

## أعماله
الفنان شارك في عدد من المسرحيات والأفلام والمسلسلات التلفزيونية خلال مسيرته الفنية، ومنها:

### أفلام
1. الفرار - فيلم
2. العد التنازلي - 2000 - فيلم
3. بغداد حلم وردي - 2013 - فيلم
4. معركة من أجل حديثة - 2007 - فيلم امريكي

### مسلسلات
1. أربعة على الطريق - مسلسل
2. القمر والذئاب - مسلسل
3. راعي البيت - مسلسل
4. الهروب إلى المجهول - 1992 - مسلسل
5. أصايل - 1992 - مسلسل
6. ليل السفينة - 1994 - مسلسل
7. الغريبة و الهنوف - 1995 - مسلسل
8. حلبة القانون - 1997 - مسلسل
9. الذخائر - 1997 - مسلسل
10. الحب يأتي من النافذة - 1997 - مسلسل
11. ليل الشتا - 1998 - مسلسل
12. برج العقرب ج 2 - 1999 - مسلسل
13. أيام التحدي - 2000 - مسلسل
14. الوحاش - 2000 - مسلسل
15. القلم والمحنة: ابن مقلة - 2000 - مسلسل
16. بيت الطين - 2005 - مسلسل
17. عطالة بطالة - 2006 - مسلسل
18. ألوان الرماد - 2006 - مسلسل
19. المصير القادم - 2007 - مسلسل
20. بيت الطين ج3 - 2009 - مسلسل
21. النخلة والجيران - 2010 - مسلسل
22. العبور إلى النهر - 2010 - مسلسل
23. بيت الطين ج4 - 2012 - مسلسل
24. أعماق الأزقة (ج1) - 2012 - مسلسل
25. أعماق الأزقة (ج2) - 2013 - مسلسل
26. سفينة سومر - 2014 - مسلسل
27. البنفسج الأحمر - 2014 - مسلسل
28. أحلام السنين - 2020 - مسلسل
29. بروانة - 2021 - مسلسل
30. بنات صالح - 2022 - مسلسل
31. تاتو - 2023 - مسلسل

### مسرحيات
1. رغبة تحت شجر الدردار - 1987 - مسرحية
2. ألف أمنية وأمنية - 1989 - مسرحية
3. العاصفة - 1989 - مسرحية
4. تقاسيم على نغم النوى - 1992 - مسرحية
5. قطر الندى والسنافر السبعة - 1993 - مسرحية
6. دعوة بريئة للحب - 1993 - مسرحية
7. المومياء - 1993 - مسرحية
8. أشواق وأسواق - 1994 - مسرحية
9. طائر الحب - 1995 - مسرحية
10. البديل - 1996 - مسرحية
11. الراقصة والشياطين - 1997 - مسرحية
12. سبع عيون - 1998 - مسرحية
13. عرس الدم - 1999 - مسرحية
14. سعيد السعداء - 2000 - مسرحية

## وفاتهُ
توفي بتاريخ 25 حزيران/يونيو عام 2023م، إثر مضاعفاتٍ بعد إجراء عملية جراحية لهُ في المعدة في تركيا.

## الجوائز
كانت أولها جائزة أفضل ممثل واعد عام 1988 عن مسرحية «الغوريلا»، وجائزة أفضل مخرج عام 2000 عن مسرحية «بياض الظل»، وجائزة الدولة للمحترفين عام 2002 عن مسرحية «الهجرة إلى الحب».

## روابط خارجية
- فلاح إبراهيم على موقع قاعدة بيانات الأفلام العربية